# 東季彦
東 季彦（あずま すえひこ、1886年（明治19年）1月17日 - 1979年（昭和54年）7月18日）は、日本の法学者、出版事業家。旧姓乾（いぬい）。商法の権威として知られた。佐佐木信綱門下の歌人でもある。

## 経歴
奈良県十津川村出身。親類東武（衆議院議員、出版事業家）の養子となり、東姓を名乗る。1889年（明治22年）8月、故郷が大水害に遭ったため、同年11月、一家で北海道新十津川村に移住。村の小学校を卒業した後、上京して旧制開成中学に入学。同校を卒業後、旧制第一高等学校から東京帝国大学法学部を卒業し、陸軍経理学校の教授に就任。
1922年（大正11年）、文部省留学生として渡欧し、英・独・仏で民法を研究。1924年（大正13年）に帰国し、九州帝国大学法文学部教授に就任。
1929年（昭和4年）、日本大学法文学部教授。1939年（昭和14年）、法学博士の学位を取得する。1938年（昭和13年）、養父東武によって創立された北海タイムス社に入り、監査役と常務を歴任。1942年（昭和17年）、新聞統制後の北海道新聞社初代社長に就任。同年、開成中学校長を兼任。
太平洋戦争後は日本新聞聯盟常任理事・事務局長を経て日本大学に戻り、1951年（昭和26年）、法文学部長に就任。1960年（昭和35年）から日本大学理事。1962年（昭和37年）、日本大学学長に就任。学園紛争では強硬派として日大全共闘と対峙。
1966年（昭和41年）、勲二等受勲。国士舘大学法学部教授を経て、1969年（昭和44年）から日本大学顧問。墓所は多磨霊園。
著書に、随筆集『マンモスの牙』（図書出版社、1975年〈昭和50年〉）がある。
兄の乾政彦は大学教授で弁護士、法学博士。一人息子東文彦は三島由紀夫の同人誌仲間で室生犀星の門人。新進作家として才能を嘱望されていたが、1943年（昭和18年）に夭折した。

## 家族親族
- 養父　東武（政治家）
- 妻　菊枝　石光真清 元陸軍中尉 次女
- 長男　文彦